# Flavigny-le-Grand-et-Beaurain
Flavigny-le-Grand-et-Beaurain és un municipi francès, situat al departament de l'Aisne i la regió dels Alts de França.